# Ječmen
Ječmen (Hordeum) je rod čeledi lipnicovitých. Zahrnuje 25 druhů planého ječmene a jeden druh kulturní: ječmen setý (Hordeum vulgare L.), který patří k hospodářsky nejvýznamnějším rostlinám.
Kulturní ječmen je jednoletá jarní nebo ozimá obilnina; některé plané druhy jsou víceleté.

## Historie

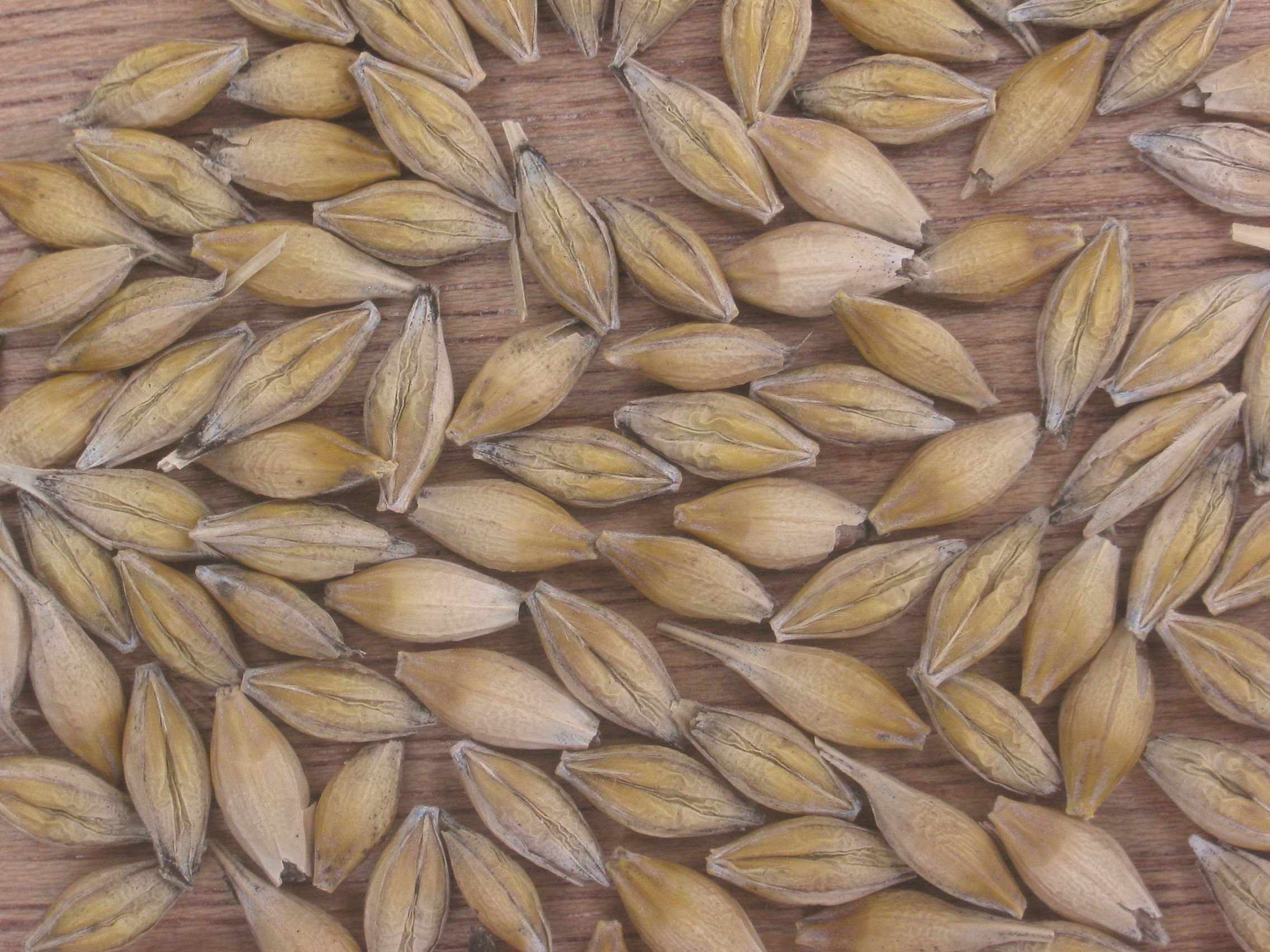
Ječmen

Ječmen patří mezi nejstarší zemědělské plodiny. Vyskytuje se již v čínské a indické mytologii, archeologicky je doložen již v prehistorických dobách v Evropě, Asii a Africe. Na naše území přinesly ječmen stěhovavé národy z jihozápadní Asie asi před pěti tisíci lety.
Kvůli výrobě piva byl u většiny nově vyšlechtěných odrůd ječmene snižován obsah beta-glukanu, ovšem protože se zjistilo, že beta glukan hraje důležitou roli při odvodu přebytečné žluče z organismu, snižování hladiny cholesterolu a prevenci rakoviny, přičemž nebyly prokázány jakékoliv vedlejší účinky, je výzvou vyšlechtit nové odrůdy s asi dvojnásobným množstvím beta glukanu.

## Využití
V dnešní době se většina vypěstovaného ječmene, zejména ozimý ječmen, používá ke krmným účelům. Nejkvalitnější část produkce (v Česku asi 30 % jarních ječmenů) slouží k výrobě sladu. V antice byla ječná kaše běžným jídlem, dodnes se konzumuje na Blízkém Východě. V Evropě ječmen z přímé konzumace vytěsnila hlavně pšenice. Běžné jsou však ječné kroupy a krupky, sloužící jako přísada do polévek a dušených jídel. Konzumaci komplikují pluchy. Na nutriční hodnotě ječmene se podílejí zejména sacharidy (asi 80%). V ječmeni jsou přítomny i vitamíny skupiny B a E. Z ječmene se připravuje náhražka kávy – melta.
Konzumuje se také mladý ječmen. Jeho rozdrcením, usušením či vylisováním vzniká zelený prášek, který se smíchá s vodou nebo s ovocným džusem. [zdroj?]

## Odrůdy ječmene vhodné pro "České pivo"
České pivo je proslulé svou vyváženou chutí, jemnou hořkostí a plností, což je zásluhou speciálních odrůd sladovnického ječmene, jako jsou Prestige, Aksamit, Blaník a Bojos. Tyto odrůdy se vyznačují vysokou enzymatickou aktivitou, optimálním obsahem extraktu a dextrinů, které zajišťují typickou plnost a chlebovitou chuť piva.
Charakteristická nižší míra prokvašení dodává českému pivu vyšší podíl zbytkového extraktu, jenž přispívá ke sladšímu doznívání. Novější odrůdy, například Amulet a Tolar, kombinují tradiční kvality s moderními požadavky na efektivitu výroby, čímž posilují jedinečnost českého ležáku jako světového pivního standardu.

## Genetický kód
V roce 2017 byl dokončen desetiletý výzkum genetického kódu ječmene, na kterém pracovalo 77 vědců z jedenácti zemí včetně pracoviště Ústavu experimentální botaniky Akademie věd v Olomouci. DNA ječmene obsahuje 5 miliard písmen genetického kódu a 39 000 genů. Přečtení genomu ječmene bylo dosud obtížné právě kvůli jeho rozsahu (lidská DNA má "pouze" 3 miliardy písmen a 20 000 genů) a také proto, že v dědičné informaci tvoří geny jen 1,4 %. Více než 80 % zaujímají transpozony, které si jsou většinou podobné.

## Výskyt
Ječmen je ve srovnání podle osevní plochy čtvrtou nejrozšířenější zemědělskou plodinou na světě po pšenici, rýži a kukuřici. Každoročně se ve světě sklidí kolem 150 milionů tun ječmene. Nejvíce se jej vypěstuje v Rusku, Německu, Francii, Kanadě a Španělsku. V Česku zaujímá po pšenici druhé místo mezi obilovinami. Severní hranice pěstování ječmene sahá až za polární kruh (Norsko, Sibiř). V Tibetu a v Andách je ječmen pěstován v nadmořských výškách přesahujících 4000 metrů.
V Česku se nejkvalitnější druhy ječmene pěstují na Hané, zejména na Vyškovsku, a v okolí Mělníka.

## Agrotechnika
Ozimý ječmen není tak náročný jako jarní ječmen. Vhodná předplodina jsou luskoviny, snese i pšenici. Je třeba vhodně načasovat setbu. Naopak, jarní ječmen je citlivější. Kvalitní sladovnický ječmen je možno v Česku vypěstovat jen v několika oblastech. Nejvhodnější předplodiny jsou okopaniny (především cukrovka).